# Fiziologul
Fiziologul este o carte de simbolistică animalieră creștină, tipărită inițial în Alexandria Egiptului prin secolul al II-lea d.C. De-a lungul Evului Mediu, transformat uneori în Bestiar, această carte a fost una din cele mai citite din lume, de la Atlantic până la Urali.